# Gals!
Gals! est un shōjo manga de Mihona Fujii. Il est prépublié entre 1999 et 2002 dans le magazine Ribon et compilé en un total de dix tomes par l'éditeur Shueisha, puis réédité en deux volumes bunko en mai 2009,. La version française est publiée en intégralité par Glénat. Une adaptation en anime de 52 épisodes produite par le studio Pierrot est diffusée entre avril 2001 et mars 2002 au Japon. Dans les pays francophone, la série est éditée en DVD par Déclic Images.

## Synopsis
Ran Kotobuki est une gal, une jeune japonaise très branchée sur la mode. Ses parents sont policiers, ses ancêtres l'étaient et son frère aussi, mais Ran s'en fiche. Ce qui l'intéresse, elle, c'est de s'amuser. Elle passe donc ses journées dans le quartier très tendance de Shibuya à Tokyo avec ses copines Aya et Miyû. Avec elles, il lui arrive toutes sortes d'aventures amusantes et légères en ville.

## Personnages
Ran Kotobuki
Voix japonaise : Megumi Toyoguchi, voix française : Dany Benedito
Héroïne du manga avec des cheveux orange avec la traînée rouge, elle est la reine du quartier de Shibuya. Sa plus grande rivale est Mami Honda. Elle porte toujours une mèche rouge dans ses cheveux ce qui signifie qu'elle sort avec un garçon (alors qu'au début elle est célibataire). Malgré son côté hyperactif, elle peut aussi être très sérieuse quand il s'agit d'amitié. C'est une élève plutôt paresseuse qui se chamaille souvent avec ses professeurs surtout à propos de son apparence physique. Sa couleur préférée de sa silhouette est le rouge.
Aya Hoshino
Voix japonaise : Oma Ichimura, voix française : Amandine Longeac
Amie de Ran et Miyu avec des cheveux noirs. Au début du manga Aya fait de l'escorte mais Ran va la sortir de ce milieu. Aya est une fille timide et sérieuse. Elle est amoureuse de Rei. Elle est très sensible et fait beaucoup pour bien paraître auprès de ses parents et professeurs. Sa couleur préférée de sa silhouette est le bleu.
Miyu Yamazaki
Voix japonaise : Haruna Ikezawa, voix française : Sandra Vandroux
Vieille amie de Ran avec des cheveux blonds avec la ombre[Quoi ?] orange, elle fréquente le frère de celle-ci. Avant de connaître Ran, elle était une délinquante dans un gang de rue, les 'résistants'. Aujourd'hui c'est une jeune fille innocente et très enjouée. Elle a cependant encore des conflits avec sa mère. Sa couleur préférée de sa silhouette est le jaune.
Yuya Asso
Voix japonaise : Kenichi Suzumura, voix française : Laurent Pasquier
Ou Numéro 2, surnom que Ran lui a donné lors de leur première rencontre parce qu'il est arrivé no 2 au concours du 'Super Lycéen'. Numéro 2 est amoureux de Ran et c'est le meilleur ami de Rei. Il sortira plus tard avec Mami Honda.
Tatstuki Kuroi
Voix japonaise : Yukimasa Obi, voix française : Marc Wilhelm
C'est le petit ami de Ran qui le surnomme Tatsukichi. C'est le "black"[Quoi ?] de Machida. Il est champion de para-para et est souvent comparé à un singe.
Rei Otohata
Voix japonaise : Hiroshi Kamiya, voix française : Marc Wilhelm
C'est le petit ami d'Aya, et le gagnant du concours "super lycéen". Note: à la fin il était censé sortir avec Ran mais c'était trop prévisible.
Yamato Kotobuki
Voix japonaise : Hiroki Takahashi, voix française : Laurent Pasquier
Il est le frère de Ran, il est policier. Alors que Miyu traînait avec une bande, il l'a arrêtée et l'a aidée, à partir de ce jour ils ne se sont plus quittés.
Mami Honda
Voix japonaise : Aya Ishizu, voix française : Justine Hostekint
C'est la reine du quartier d'Ikebukuro. Elle se bagarre très souvent avec Ran pour décider de qui est la meilleure kogal[Quoi ?] entre elles deux. Elle sortira plus tard avec Yuya.
Harue Kudoh
Voix japonaise : Reiko Takagi, voix française : Dany Benedito
Elle traîne toujours avec Mami Honda et a fait partie du gang 'Eagle' qui était opposé à celui dans laquelle Miyu était avant de rencontrer Yamato et Ran. Elle est en ensuite devenue kogal[Quoi ?] d'Ikebukuro.
Sayo Kotobuki
Voix japonaise : Rie Kugimiya, voix française : Karl-Line Heller
C'est la sœur de Ran, elle veut rentrer dans la police et joue aux mini-détectives avec son petit ami, Masato.
Masato Iwai
Voix japonaise : Kōki Miyata, voix française : Michaël Maïnö
Petit ami de Sayo toujours fourré à ses côtés et qui partage les mêmes délires qu'elle.
Prof. Nakanishi
Voix japonaise : Ryu Manatsu, voix française : Franck Adrien
Ran le surnomme Nakasen. Il prend souvent les nerfs[Quoi ?] auprès de Ran.
Naoki Kuroi
Voix japonaise : Daisuke Sakaguchi, voix française : Elise Gamet
Petit frère de Tatsuki, il a été amoureux de Ran (Ran-Ran) de Miyu (Miyu-Miyu) de Sayo (Sayo-Sayo) et d'Aya (Aya-Aya). Il vante les nouilles ramen et aime le skate. Son surnom est Naokichi.
GangurosMika, Yuka et Rika : Filles niaiseuses voulant se trouver un beau mec[Quoi ?].